# Sidnummer

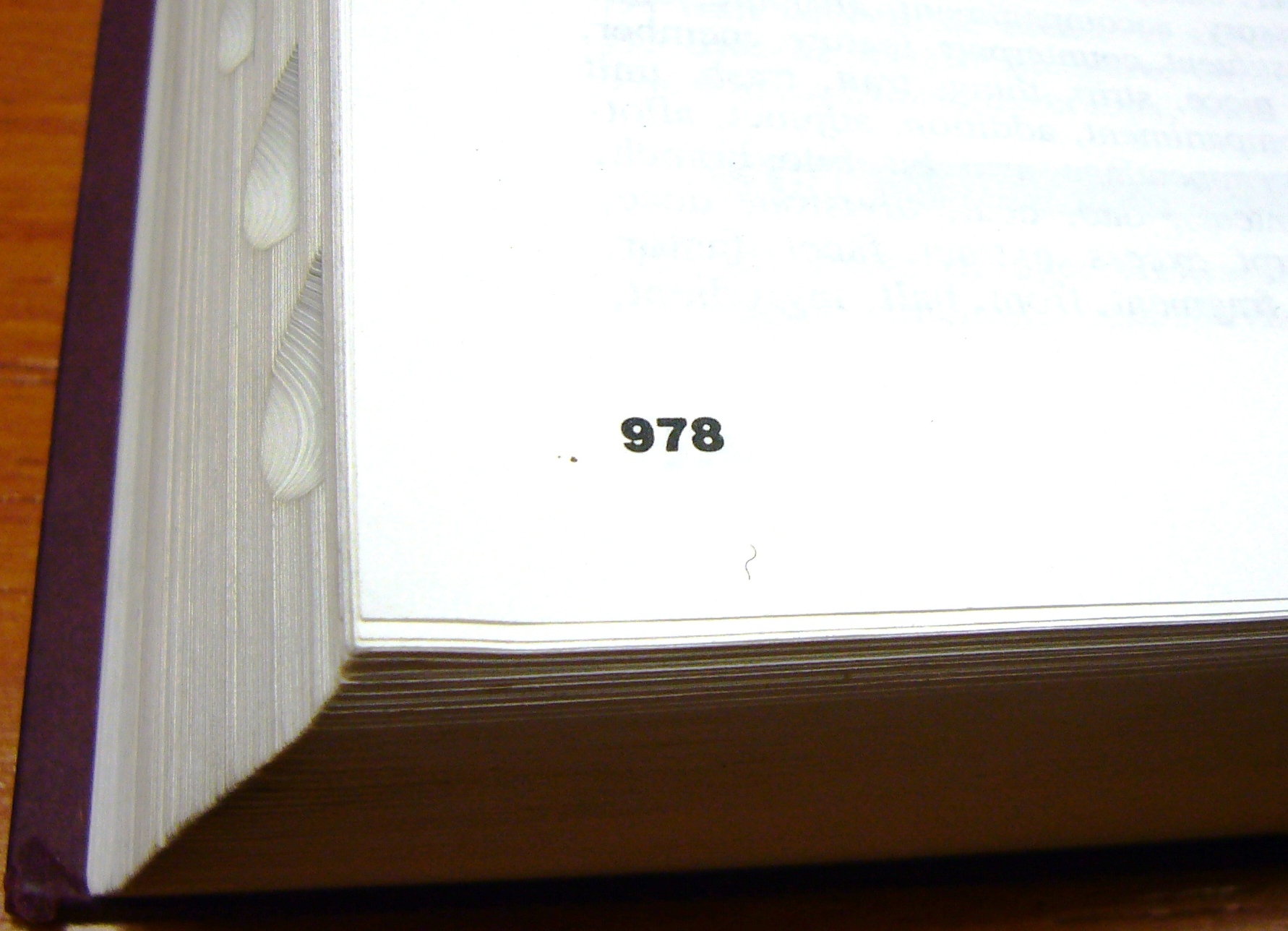
Sidnummer.

Sidnummer, pagina eller sidnumrering benämns det löpande nummer på varje sida i exempelvis en bok som anger sidans ordningsföljd. Normalt sätts sidnumret i något mindre stil längst ner på sidan, i sidfoten.
Normalt ingår inte förord, kolofon, innehållsförteckning i den ordinära sidnumreringen med löpande nummer skrivna med arabiska siffror (siffrorna 0–9). Istället används oftast romerska siffror, även om olika sätt förekommer.
En sida som saknar sidnumrering sägs vara opaginerad.

## Historik
Omkring år 1500 f.Kr. skrev indierna siffror på palmblad, dåtidens motsvarighet till papper. Det skedde med en vass pinne och bläck. Sidnummer ristades ofta in på högersidan.
I Europa introducerades det av romarna under första århundradet. Tidigare användes skriftrullar.